# الفاراس
الفاراس (به اسپانیایی: Alfarràs) یک شهرستان در اسپانیا است که در کاتالونیا واقع شده‌است.

## خصوصیات
الفاراس ۱۱٫۴۴ کیلومترمربع مساحت و ۳٬۲۲۸ نفر جمعیت دارد و ۲۸۱ متر بالاتر از سطح دریا واقع شده‌است.